# 高速婆婆
高速婆婆（日语： Tābo-baachan ?）是日本現代都市传说的妖怪。像老太婆的样貌在高速公路出现，在高速公路用极快的速度奔跑，最高时速有140公里。

## 登場大眾文化作品
- 《靈異教師神眉》：作中以「噴射婆婆」的名義現身。
- 《膽大黨》
- 《真・女神轉生》系列
- 《女神異聞錄2》

## 脚注
1. ↑  並木伸一郎 『最強の都市伝説』 経済界、2007年、155頁。ISBN 978-4-7667-8398-8。